# Nguyễn Thu Vân
Nguyễn Thu Vân (được biết đến nhiều hơn với tên Thu Vân, 17 tháng 10 năm 1945 - 14 tháng 4 năm 2017) là một nhà giáo ưu tú của Việt Nam, chưởng môn phái Thu Vân võ đạo. Với tư cách là một võ sư, bà nổi tiếng trong nước và quốc tế. Bà đã có nhiều đóng góp to lớn cho sự bảo tồn và phát triển võ thuật cổ truyền và nghệ thuật sân khấu, điện ảnh Việt Nam.

## Sơ lược tiểu sử
Nguyễn Thu Vân sinh trong một gia đình có 11 anh chị em ở Hà Nội. Lúc nhỏ, bà cùng các anh chị em học võ từ người cha.
Năm 1959, bà nhập học Trường ca kịch dân tộc Hà Nội. Tại đây, bà được ông Tám Danh (võ sư, nghệ sĩ nhân dân) dạy võ và diễn xuất cải lương.
Năm 1962, bà vào làm tại Đoàn cải lương Nam Bộ với tư cách là một diễn viên. Một thời gian sau, bà vào Trường sân khấu Việt Nam làm giảng viên môn vũ đạo và trình thức cải lương.
Khi Câu lạc bộ cascadeur Thành phố Hồ Chí Minh được thành lập, bà làm phó chủ nhiệm. Bà đã cùng các thành viên câu lạc bộ tham gia nhiều bộ phim như phim Lê Văn Tám đốt cháy thân mình, Tây Sơn hiệp khách, Cát bụi hồng trần, Một người Mỹ trầm lặng, v.v...
Bà là một trong những phụ nữ Việt Nam đầu tiên ra nước ngoài dạy võ.

### Bảng tóm tắt tiểu sử
- 1962-2002: Giảng dạy môn vũ đạo và trình thức cải lương.
- 1998: Đạt Đẳng Cấp Bạch Đai 18/18. Sáng Lập Võ Môn Thu Vân Quốc tế Võ Đạo - ngày 16 tháng 07 (Âm lịch) năm 2003.
- 1992-1998: Biểu diễn và giảng dạy cho các võ đường trên đất Pháp.
- 1995: Huy chương về sự nghiệp Giáo dục
- 1997: Chủ tịch nước phong tặng danh hiệu Nhà giáo ưu tú.
- 2000: Hội Múa và Hội Sân khấu Việt Nam tặng bằng khen về Giáo trình Võ thuật - Múa trình thức.
- 2001: Thủ tướng Phan văn Khải Tặng Bằng khen Người có nhiều thành tích trong công tác góp phần vào sự nghiệp xây dựng xã hội và bảo vệ tổ quốc.
- 2003: Sáng Lập Võ Đường Thu Vân Quyền Đạo ở Pháp.
- 2005: Giám đốc Trung tâm võ thuật Hồng Bàng.
- 2006: Sang Pháp giảng dạy cho các võ đường ở Pháp.
- 2008: Tổng hội Võ thuật Thế giới tặng bằng khen.

## Học và dạy võ
Bà là một trong những học trò đầu tiên của ông Tám Danh, đã học ông từ năm 16 tuổi, tại trường Ca kịch dân tộc Việt Nam. Nhờ vậy nên bà đã tiếp thu khá đầy đủ những tinh hoa Võ thuật cổ truyền Việt Nam để ứng dụng trên Sân khấu điện ảnh.
Trải qua quá trình học tập và giảng dạy Vũ đạo và Võ thuật trong trường Sân khấu điện ảnh cũng như ứng dụng nó trên kịch nói, các cuộc biểu diễn, kết hợp với tinh hoa chắc lọc từ các môn Võ cổ truyền khác mà bà đã học được trong hơn 50 mươi năm qua như Bình Định Sa Long Cương, Thiếu Lâm Trung Sơn, Đường Lang Quyền, Hứa Gia Quyền, Hắc Hổ Thiết Quyền Đạo, Võ phái Phạm Cô Gia,.v.v. với nhiều Võ sư lừng danh như Mai Văn Phát, Huỳnh Khánh Hội, Trần Tiến... truyền nghề.
Chưởng môn Nguyễn Thu Vân đã lập nên Võ phái Thu Vân Quốc tế Võ Đạo lấy nền tảng từ các bài bản Võ thuật được Sư tổ Nguyễn Phương Danh truyền thụ.
Gắn bó với nghề võ và công tác giảng dạy, bà luôn trăn trở làm thế nào để "giữ lại chất ngọc cho nghề", bằng công sức của mình, bà đã dày công nghiên cứu, sưu tầm, chắt lọc những tinh hoa, tuyệt chiêu của Võ cổ truyền và các tài liệu về các nghệ nhân, nghệ sĩ, võ sư mà cuộc đời và sự nghiệp của họ là tài sản lớn để lại cho hậu thế. Bà đã sáng tạo ra Bộ môn Võ thuật mới "Võ Nghệ thuật" ở Việt Nam để đưa vào Sân khấu cải lương và điện ảnh, biên soạn 8 tập tài liệu đặt các vấn đề nền tảng như cách đánh quyền cước, mã tấu, song kiếm, phối hợp giữa múa- võ thuật... làm giáo trình giảng dạy cho học sinh, môn sinh các trường võ thuật, nghệ thuật, sân khấu và điện ảnh. Biến những chiêu thức Võ cổ truyền thành những điệu múa mềm mại, uyển chuyển giúp người xem cảm nhận được cái hay cái đẹp của Võ cổ truyền dân tộc và trở nên gần gũi như lời ca tiếng hát rất hấp dẫn...
Bà Thu Vân đã cho xuất bản một số cuốn sách dạy võ và võ nghệ thuật, như các cuốn "Võ thuật ứng dụng trên sân khấu-điện ảnh", "Võ thuật cơ bản môn phái Nguyễn Phương Danh - Thu Vân quốc tế võ đạo" và "Sự tuyệt diệu của võ cổ truyền cho phái nữ".

## Đam mê nghề nghiệp
Võ sư Thu Vân từng được Liên đoàn võ thuật của Pháp hai lần mời sang Paris để biểu diễn và giảng dạy võ thuật. 
Bà đam mê võ thuật đến mức ngay cả khi nhiều tuổi rồi vẫn tham gia biểu diễn nhưng pha võ thuật nguy hiểm như đu dây từ độ cao 15 mét xuống mặt đất.
Lúc câu lạc bộ cascadeur mới thành lập ngân quỹ thiếu thốn, bà đã một vài lần lấy tài sản của gia đình đi bán lấy tiền cho câu lạc bộ hoạt động. Bà còn nhẫn nại đi xin tài trợ cho câu lạc bộ.
Bà Thu Vân còn tự bỏ tiền và đi vay tiền thu băng và in sang băng dạy về trình thức vũ đạo, sưu tầm những kinh nghiệm của các bậc tiền nhân, để truyền lại cho thế hệ sau. Bà cho in sang thành nhiều băng, gởi đi cho các ban ngành trên toàn quốc, để truyền đạt những tài liệu quý báu đó cho thế hệ sau. Có lúc, tiền trả lãi tích lại nhiều đến mức bà phải bán nhà để trả nợ.
Năm 2005, bà Thu Vân trường Đại học Hồng Bàng mời về trường giảng dạy và làm Giám đốc Trung tâm đào tạo Võ thuật – sân khấu – Điện ảnh – Cacadeurs. Từ khi có bà, phong trào thể thao, văn nghệ của trường phát triển rất mạnh. Trường đã giành được một số huy chương, bằng khen của các bộ môn bóng đá, cầu lông, võ thuật, ca múa toàn quốc.
Ngay cả lúc đang phải điều trị căn bệnh ung thư, bà Thu Vân vẫn đấu tranh đòi được biểu diễn và đã biểu diễn hết sức mình. Năm 2006, dù bệnh ung thư đã sang giai đoạn di căn, bà vẫn nhận lời mời sang Pháp biểu diễn lần thứ 3 trong suốt thời gian một tháng. Trong chuyến đi sang Pháp, bà được làm ban giám khảo chấm thi, được biểu diễn và truyền dạy cho các môn sinh nhiều màu da khác nhau. Khi về nước, bà đã tặng hết số tiền nhận được trong thời gian biểu diễn ở Pháp cho Trung tâm võ thuật Hồng Bàng để mua dụng cụ luyện tập.
Năm 2002 khi về nghỉ hưu, bà đã tham gia đào tạo hơn 30 khoá diễn viên kịch, cải lương, điện ảnh cho các trường nghệ thuật trong Nam, ngoài Bắc.

## Giúp đỡ trẻ em khuyết tật
Võ sư Thu Vân rất nhiệt tình trong việc giảng dạy nghệ thuật và võ thuật cho trẻ em khuyết tật để giúp các em dịu bớt nỗi đau. Không chỉ dành nhiều thời gian và sức lực, bà còn dành tiền tiết kiệm của mình và vận động quyên góp để mua dụng cụ luyện tập cho các em. Và chính sự vui vẻ, yêu cuộc sống của các em khuyết tật lại giúp bà có nghị lực vượt qua căn bệnh hiểm nghèo.

## Thành tích
Năm 1998, bà được Liên đoàn võ thuật cổ truyền Việt Nam phong tặng danh hiệu cao nhất: cấp bạch đai 18/18.
Những năm đầu thập niên 1990 tên tuổi của nữ võ sư Thu Vân được biết đến trong làng võ quốc tế.
Năm 1995, bà được tặng Huy chương Vì sự nghiệp Giáo dục.
Năm 1997, bà được phong tặng danh hiệu Nhà giáo ưu tú. Bà đã có hơn 40 năm làm nghề dạy học.
Năm 2003, chương trình "Những cánh chim không mỏi" của đài truyền hình Thành phố Hồ Chí Minh đã có một chuyên đề về bà.

## Đánh giá
Năm 1992, bà là người phụ nữ Việt Nam đầu tiên tham dự Đại hội Võ thuật Quốc tế tại Paris theo lời mời của Liên Đoàn Võ thuật Quốc tế. Đài RFI và báo Karate Bushido (Pháp) từng ca ngợi:
"Người đàn bà Việt Nam bé nhỏ trong chiếc áo dài tứ thân biểu diễn Võ thuật đã tạo ra nhiều niềm khâm phục đối với các môn sinh nước ngoài. Người đàn bà Việt Nam trên võ đài quốc tế ấy lại là một nhà giáo ưu tú".
Nhận xét về bà, Giáo sư Trần Văn Khê nói:
"Thu Vân đã đi đến bước cao nhất của nghệ thuật: nghệ thuật vị nhân sinh. Trong đó, Thu Vân biến thành tiên, đem con mắt cho người không thấy, đem lỗ tai cho người không nghe. Sức khỏe yếu kém vì bạo bệnh nhưng Thu Vân đã đòi lại sức sống, không phải cho mình mà cho trẻ khuyết tật. Đối với tôi, Thu Vân có hạnh Bồ Tát. Thu Vân là một người toàn vẹn, không chỉ có tài mà còn có đức, có tâm."